# ペルー海軍艦艇一覧
ペルー海軍艦艇一覧は、ペルー共和国海軍が過去保有した、または現在保有する、または将来保有する予定の、未完成・計画中止を含めた歴代艦艇一覧である。
凡例

## 現有勢力（2011年現在）
- 国防予算：15億7,000万ドル（＋2億2,000万ドル）
- 海軍人員：2万3,730名（＋15名）
- 艦船隻数：41隻（－1隻）

潜水艦×6
巡洋艦×1
フリゲート×8
ミサイル艇×6
哨戒艇×5
戦車揚陸艦×4
測量/調査艇×5
給油艦×3
病院船×1（-1）
練習艦×1
航洋曳船×1
- 航空機数：44機（+17機）

艦載ヘリコプター×14（+6）
陸上固定翼機×18（+5）
陸上ヘリコプター×12（+6）
- コースト・ガード：船艇8隻（+1隻）

## 艦艇一覧（近代海軍以前）

### フリゲート
機走
- アプリマック（Apurímac - 1850年、34門

### コルベット
機走
- アメリカ（America） - 1880年、??門
- ウニオン（Union） - 1881年、??門

### 砲艦
- Chalaio - ??年、3門

### その他
- イキトス（Iquitos - 1875年、3門 ※ River Launch

## 艦艇一覧（近代海軍）

### 主力艦

#### 戦艦
草創期の戦艦
- インデペンデンシア（Independencia - 1隻 ※ 中央砲門艦
- ワスカル（Huascar - 1隻 ※ 中央砲塔艦

モニター艦
- アタワルパ級 - 2隻

アタワルパ （Atahualpa）、マンコ・カパック（Manqu Qhapaq）

### 水上戦闘艦

#### 巡洋艦
草創期の巡洋艦
- リマ級 - 2隻

リマ（Lima）、ディオヘネス（Diogenes）、
防護巡洋艦
- アルミランテ・グラウ級 - 2隻

アルミランテ・グラウ（Almirante Grau）、コロネル・ボロニェージ（Coronel Bolognesi）、
装甲巡洋艦
- コマンダンテ・アギーレ（Commandante Aguirre - 1隻 ※ 旧・仏『デュピュイ・ド・ローム（Dupuy de Lôme）』

軽巡洋艦
- 旧・英『クラウン・コロニー級』 - 2隻

アルミランテ・グラウ（BAP Almirante Grau）（初代）※後に「「カピタン・キニョネス（BAP Capitan Qui ones）」と改名
コロネル・ボロニェージ（BAP Colonel Bolognesi）
- 旧・蘭『デ・ロイテル』級 - 2隻

アルミランテ・グラウ（CLM-81）
アギーレ（Aguirre）

#### 駆逐艦
WW I 以前の駆逐艦
- テニエンテ・ロドリゲス（Teniente Rodriguez）[3] - 1隻
- 旧・米『フレッチャー』級 - 2隻
- 旧・英『デアリング』級 - 2隻
- 旧・蘭『ホーラント』級 - 1隻
- 旧・蘭『フリースランド』級 - 7隻

#### フリゲート
- 旧・米『キャノン』級 - 3隻
- 旧・米『タコマ』級 - 1隻
- 旧・英『リバー』級 - 2隻
- カルバハル級（Carvajal) - 4隻 ※ 伊『ルポ』級がベース
- 旧・伊『ルポ』級  - 4隻

### 潜水艦

#### 通常動力型潜水艦
WW I までの潜水艦
- 『Laubeuf』型 - 2隻

フェレ（Ferré）、パラシオス（Palacios）
WW II までの潜水艦
- 『Electric Boat Co.』型 - 4隻

R1、2、3、4
WW II 以降の潜水艦
- 209型 - 6隻

### 両用戦艦艇

#### 揚陸艦艇
戦車揚陸艦（LST）
- 旧・米『テレボーン・パリッシュ』級 - 4隻

パイタ(DT-141)、ピスコ(DT-142)、カヤオ(DT-143)、エテン(DT-144)

#### 輸送艦艇
輸送艦（ACS）
- モエンド（Mollendo) - 2隻

BAPモエンド（BAP Mollendo）、リマック（Rimac）

### 哨戒艦艇

#### 哨戒・警備艦艇
砲艦
- サンタロサ（Santa Rosa） - 1隻
- コンスティテュシオン（Constitucion） - 1隻
- Chalaio - 1隻
- アメリカ（America） - 1隻
- ナポ（Napo） - 1隻 ※ River Gunboat

水雷艇
- レプブリカ級 - 2隻

レプブリカ（Republica）、（Allay）
- Cahaupanas - 1隻 ※ Vedette Boat

- Francisco Pizarro - 1隻 ※ Vedette Boat

- クスコ級 - 4隻 ※ Vedette Boat

クスコ（Cusco）、プーノ（Puno）、レケナ（Requena）、オレリャノ（Orellano）

### 補助艦艇

#### 練習艦艇
練習艦
- Contramaestre Dueñas[4] - 1隻 ※ 4本マスト型バーク